# Mike Schreiner
Mike Schreiner, né le 9 juin 1969 à WaKeeney, est un écologiste et un homme politique ontarien (canadien). 
Il est chef du Parti vert de l'Ontario depuis 2009 et, depuis 2018, il représente Guelph à l'Assemblée législative de l'Ontario.

## Carrière

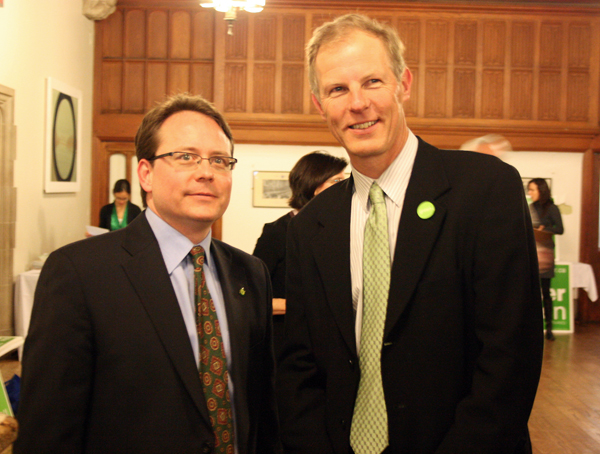
(À gauche) Mike Schreiner le nouveau chef succédant à Frank De Jong (à droite)

Le 15 novembre 2009, il devient chef du Parti vert de l'Ontario après avoir été le seul candidat à la succession de Frank De Jong, qui était à la tête du parti depuis 16 ans.
Lors de l'élection ontarienne de 2011, il est candidat dans la circonscription électorale de Simcoe—Grey, puis dans Guelph lors de l'élection suivante, en 2014. 
En 2018, il devient le premier député dans l'histoire du Parti vert à l'Assemblée législative de l'Ontario, dans la même circonscription.

## Résultats électoraux
| Élections générales ontariennes de 2018 (circonscription de Guelph) |                           |                   |        |       |         |
|                                                                     | Parti                     | Candidat          | Votes  | %     | ± %     |
|                                                                     | Vert                      | Mike Schreiner    | 29 082 | 45,04 | + 25,75 |
|                                                                     | Progressiste-conservateur | Ray Ferraro       | 14 084 | 21,81 | + 0,97  |
|                                                                     | Néo-démocrate             | Agnieszka Mlynarz | 13 928 | 21,57 | + 3,87  |
|                                                                     | Libéral                   | Sly Castaldi      | 6 537  | 10,12 | - 31,40 |
|                                                                     | None of the Above         | Paul Taylor       | 358    | 0,55  | + 0,55  |
|                                                                     | Libertarien               | Michael Riehl     | 297    | 0,46  | + 0,14  |
|                                                                     | Ontario Party             | Thomas Mooney     | 181    | 0,28  | + 0,28  |
|                                                                     | Communiste                | Juanita Burnett   | 109    | 0,17  | - 0,17  |

| Élections générales ontariennes de 2014 (circonscription de Guelph)   |                           |                   |        |         |
|                                                                       | Parti                     | Candidat          | Votes  | %       |
|                                                                       | Libéral                   | Liz Sandals       | 21 949 | 41,33 % |
|                                                                       | Progressiste-conservateur | Anthony MacDonald | 11 179 | 21,05 % |
|                                                                       | Vert                      | Mike Schreiner    | 10 181 | 19,17 % |
|                                                                       | Néo-démocrate             | James Gordon      | 9 392  | 17,68 % |
|                                                                       | Communiste                | Juanita Burnett   | 236    | 0,44 %  |
|                                                                       | Libertarien               | Blair Smythe      | 168    | 0,31 %  |
| Élection générale ontarienne de 2011 (circonscription de Simcoe—Grey) |                           |                   |        |         |
|                                                                       | Parti                     | Candidat          | Votes  | %       |
|                                                                       | Progressiste-conservateur | Jim Wilson        | 25 339 | 54,33 % |
|                                                                       | Libéral                   | Donna Kenwell     | 10 404 | 22,31 % |
|                                                                       | Néo-démocrate             | David Matthews    | 6 839  | 14,66 % |
|                                                                       | Vert                      | Mike Schreiner    | 4 057  | 8,70 %  |

## Source
- (en) Cet article est partiellement ou en totalité issu de l’article de Wikipédia en anglais intitulé « Mike Schreiner » (voir la liste des auteurs).